# Thành phố San Marino
Thành phố San Marino là thủ đô của cộng hòa San Marino nằm trên bán đảo Ý, gần bờ Biển Adriatic. Thành phố này có dân số 4.493 người.
Dù là thủ đô của San Marino nhưng kinh tế và thương mại của đất nước này không tập trung ở thủ đô mà tập trung chủ yếu ở Borgo Maggiore. Thành phố San Marino là thành phố lớn thứ ba tại đất nước này, sau Dogana và Borgo Maggiore. Nó giáp với các thành phố tự trị Acquaviva, Borgo Maggiore, Fiorentino, Chiesanuova và thành phố tự trị của Ý San Leo.
Học viện quốc tế khoa học của đất nước Akademio Internacia de la Sciencoj San Marino nằm ở trung tâm thành phố này.